# Phillipsburg (Nova Jérsei)
Phillipsburg é uma cidade  localizada no estado americano de Nova Jérsei, no Condado de Warren.

## Demografia
Segundo o censo americano de 2000, a sua população era de 15.166 habitantes.
Em 2006, foi estimada uma população de 14.831, um decréscimo de 335 (-2.2%).

## Geografia
De acordo com o United States Census Bureau tem uma área de
8,7 km², dos quais 8,4 km² cobertos por terra e 0,3 km² cobertos por água.

## Localidades na vizinhança
O diagrama seguinte representa as localidades num raio de 8 km ao redor de Phillipsburg.